# Стоун, Харольд Джей
Харольд Джей Стоун (англ. Harold J. Stone); имя при рождении Харольд Джейкоб Хохштейн (англ.  Harold Jacob Hochstein; 3 марта 1913 года – 18 ноября 2005 года) – американский актёр театра, радио, кино и телевидения 1930-1980-х годов.
За свою кинематографическую карьеру Стоун сыграл во множестве значимых фильмов, среди них «Тем тяжелее падение» (1956), «Кто-то там наверху любит меня» (1956), «Не тот человек» (1956), «Из вечности» (1956), «Текстильные джунгли» (1957), «Спартак» (1960), «Человек с рентгеновскими глазами» (1963), «Величайшая из когда-либо рассказанных историй» (1965), «Счастлив с девушкой» (1965) и «Резня в день Святого Валентина» (1967).
Больше всего Стоун работал на телевидении, в том числе исполнял постоянные роли в сериалах «Большое жюри» (1959), «Это мой мир и добро пожаловать в него» (1969) и «Бриджет любит Берни» (1972). В 1964 году за роль в эпизоде телесериала «Медсёстры» Стоун был удостоен премии «Эмми».

## Ранние годы жизни и начало карьеры
Гарольд Джей Стоун, имя при рождении Харольд Джейкоб Хохштейн, родился 3 марта 1913 года в Нью-Йорке, он был единственным ребёнком в семье. Актёр в третьем поколении, он дебютировал на сцене в 6 лет вместе с отцом Джейкобом Хохштейном в спектакле на идиш «Белые рабы».
После окончания Университета Нью-Йорка, в годы Великой депрессии Стоун отправился продолжать изучение медицины в Университет Буффало, но был вынужден бросить учёбу. Чтобы содержать мать, он вернулся к актёрской карьере.

## Театральная карьера
Поработав некоторое время на радио, Стоун вернулся на сцену, сыграв в спектакле Джорджа Джессела (англ. George Jessel) «Маленький старый Нью-Йорк» (англ. Little Old New York), который шёл на Всемирной выставке 1939 года.
В том же году Стоун дебютировал на Бродвее в спектакле по пьесе Сидни Кингсли «Мир, который мы делаем» (1939-1940), после получил роли с спектаклях «Утренняя звезда» (1940), «Контратака» (1943), «Апология» (1943), «Прикосновение Венеры» (1943-1945), «Колокол Адано» (1944-1945), «Пароход «Гленкерн»» (1948) и  «Старлаг 17» (1951-1952).
В 1960-е годы Стоун вернулся на Бродвей как режиссёр, поставив спектакли «Абрахам Кокрейн» (1964),  «Образ жизни» (1969), «Тётка Чарлея» (1970) и «Звон вокруг ванны» (1972).

## Карьера в кинематографе
В 1946 году Стоун дебютировал в кино в классическом фильме нуар «Синий георгин» (1946), однако его имя не было указано в титрах. С 1949 года Стоун стал много работать на телевидении, вернувшись на большой экран с боксёрским фильмом нуар «Тем тяжелее падение» (1956), главную роль в котором исполнил Хамфри Богарт. Как отметила обозреватель газеты «Лос-Анджелес таймс» Валери Нельсон, эта картина «стала переломным моментом в карьере Стоуна. Богарту он понравился, и он стал рекомендовать его в Голливуде как хорошего актёра». В том же году Стоун сыграл более значимую роль в другом успешном боксёрском нуаре «Кто-то там наверху любит меня» (1956) с Полом Ньюманом в главной роли, а также в приключенческой драме «Из вечности» (1956) и в триллере Альфреда Хичкока «Не тот человек» (1956) с Генри Фондой в главной роли, где у Стоуна была важная роль детектива полиции.
Год спустя Стоуна сыграл заметные роли в фильмах нуар «Текстильные джунгли» (1957) с Ли Джей Коббом в главной роли владельца текстильной фабрики, где Стоун сыграл важную роль начальника производства, «Дом чисел» (1957) с Джеком Пэлансом, где у Стоуна была ключевая роль тюремного надзирателя, шантажирующего организаторов побега, «Клевета» (1957), где он был театральным агентом, а также «Человек боится» (1957), где он был детективом полиции, расследующим таинственное нападение на дом священника и его последующее преследование. В том же году Стоун сыграл генерала в фантастической комедии «Невидимый мальчик» (1957).
В дальнейшем Стоун работал преимущественно на телевидении, периодически возвращаясь в кино для съёмок в таких фильмах, как историческая драма Стенли Кубрика «Спартак» (1960) с Кирком Дугласом в главной роли и библейская эпическая лента «Величайшая из когда-либо рассказанных историй» (1965). В 1960-е годы Стоун также сыграл в фантастическом фильме «Человек с рентгеновскими глазами» (1963) с Рэем Милландом в главной роли, в музыкальной комедии с Элвисом Пресли «Счастлив с девушкой» (1965)  и гангстерской драме «Резня в день Святого Валентина» (1967), где он сыграл чикагского гангстера Фрэнка Нитти.
В 1967 году Стоун сыграл вторую главную роль главаря гангстеров в криминальной комедии Джерри Льюиса «Большой рот» (1967), после чего популярный комик пригласил его в свои картины «В какой стороне линия фронта?» (1970) и «Тяжкий труд» (1980), который стал последним фильмом Стоуна . Перед этой картиной Стоун сыграл в таких памятных фильмах, как судебная драма «Семь минут» (1971) и роуд-муви «Автостопом по шоссе 101» (1972).

## Карьера на телевидении
В 1949 году Стоун впервые появился на телевидении в недолговечном ситкоме «Хартманы», который выходил в прямом эфире. В 1952-1955 годах Стоун играл свою первую постоянную роль в комедийном сериале «Голдберги» (5 эпизодов). В дальнейшем в течение десятилетия он играл в среднем в 20 телесериалах в год, однако это были главные роли в отдельных эпизодах.
В 1959-1960 годах Стоун сыграл главную роль следователя Джона Кеннеди в криминальном телесериале «Большое жюри» (1959-1960, 40 эпизодов). Десятилетие спустя Стоун сыграл одну из главных ролей издателя и знатока Нью-Йорка Гамильтона Грили в комедийном телесериале «Это мой мир и добро пожаловать в него» (1969-1970, 18 эпизодов) . Третьей крупной работой Стоуна на телевидении стала роль отца главного героя в комедии о смешанном браке «Бриджет любит Берни» (1972, 24 эпизода), которая стала одной из его любимых ролей.
В общей сложности, Стоун сыграл более 150 ролей на телевидении, главным образом, в криминальных сериалах и полицейских драмах, среди них «Сансет-Стрип, 77» (1958-1963, 2 эпизода), «Обнажённый город» (1959), «Неприкасаемые» (1960-1963, 6 эпизодов), «Питер Ганн» (1961), «Майкл Шейн» (1961), «Цель: коррупционеры» (1961-1962, 3 эпизода), «Арест и суд» (1963), «Я шпион» (1967, 3 эпизода), «Агенты А.Н.К.Л.» (1967),  «Менникс» (1968), «Отдел 5-0» (1968), «Айронсайд» (1968-1974, 3 эпизода), «ФБР» (1969), «Миссия невыполнима» (1971), «Досье детектива Рокфорда» (1974), «Женщина-полицейский» (1975),  «Коджак» (1976) и других .
Сттоун также сыграл в таких популярных сериалах, как «Караван повозок» (1957), «Шугарфут» (1958), «Зорро» (1959), «Бэт Мастерсон» (1959), «Ларами» (1960), «Дилижанс на запад» (1960), «Есть оружие – будут путешествия» (1957-1961, 3 эпизода), «Альфред Хичкок представляет» (1957-1961, 3 эпизода), «Сумеречная зона» (1961), «Сыромятная плеть» (1960-1963, 3 эпизода), «Стрелок» (1958-1963, 3 эпизода), «Бонанза» (1964), «Медсёстры» (1964-1965, 2 эпизода), «Остров Гиллигана» (1965), «Напряги извилины» (1965, 2 эпизода), «Виргинец» (1965-1970, 5 эпизодов), «Медицинский центр» (1969-1973, 2 эпизода), «Барни Миллер» (1978-1980, 2 эпизода), «Ангелы Чарли» (1977-1981, 2 эпизода), «Вегас» (1979-1980, 2 эпизода) и других.
В 1964 году за исполнение роли армейского врача, который становится медбратом,  в эпизоде телесериала «Медсёстры» Стоун был номинирован на «Эмми»..

## Актёрское амплуа и оценка творчества
Как отмечено в некрологе актёра в «Нью-Йорк таймс», Стоун «опытным, заслуженным актёром, который на протяжении своей 40-летней карьеры на телевидении и в кино работал со всеми - от Хамфри Богарта до Джерри Льюиса». Стоун отличался выразительной внешностью с хорошо прописанными чертами лица . Хорошие внешние данные, властная манера держаться и резкий голос делали его идеальным актёром для исполнения характерных ролей, где он почти всегда представал в «сильном негативном образе». Серьёзный и спокойный джентльмен с квадратной челюстью и романским носом» , он «часто играл угрожающих или криминальных персонажей в телевизионных криминальных шоу и полицейских драмах». Он также был «непоколебимым отцом или мужем, либо коррумпированным бизнесменом», а также играл «этнических персонажей различного происхождения». В 1960-1970-х годах Стоун играл на телевидении постоянно. И хотя он не был крупной звездой, его имя всегда фигурировало в верхней части списка актёров. Одной из его редких главных ролей была роль следователя Джона Кеннеди в телесериале «Большое жюри» (1959) .

## Личная жизнь
Стоун был женат дважды. Его первая жена Джин умерла в 1960 году, оставив ему двух детей 8 и 11 лет. В 1962 Стоун женился повторно на Мириам Носовски, и во втором браке у него родился сын. Со второй женой он официально расстался в 1964 году, но так и не развёлся.

## Смерть
Харольд Джей Стоун умер 18 ноября 2005 года в больнице для деятелей кино в Вудленд-Хиллз, Лос-Анджелес, в возрасте 92 лет. У него остались сыновья Майкл и Роберт, дочь Дженнифер, а также четверо внуков.

## Фильмография
| Год         |    | Русское название                              | Оригинальное название                  | Роль                                        |
| ----------- | -- | --------------------------------------------- | -------------------------------------- | ------------------------------------------- |
| 1946        | ф  | Синий георгин                                 | The Blue Dahlia                        | (в титрах не указан)                        |
| 1948 —1956  | с  | Телевизионный театр «Крафта»                  | Kraft Television Theatre               | разные роли (2 эпизода)                     |
| 1949        | с  | Гартманы                                      | The Hartmans                           | разнорабочий (1 эпизод)                     |
| 1949—1955   | с  | Телевизионный театр «Филко»                   | The Philco Television Playhouse        | разные роли (2 эпизода)                     |
| 1950 —1954  | с  | Саспенс                                       | Suspense                               | разные роли (4 эпизода)                     |
| 1951        | с  | Тень плаща                                    | Shadow of the Cloak                    | (1 эпизод)                                  |
| 1951        | с  | Внутренний детектив                           | Inside Detective                       | (1 эпизод)                                  |
| 1951        | с  | Шоу Фрэнка Синатры                            | The Frank Sinatra Show                 | (1 эпизод)                                  |
| 1951 —1955  | с  | Первая студия                                 | Studio One                             | разные роли (2 эпизода)                     |
| 1951—1952   | с  | Мартин Кейн, частный сыщик                    | Martin Kane, Private Eye               | разные роли (2 эпизода)                     |
| 1951—1957   | с  | Видеотеатр «Люкс»                             | Lux Video Theatre                      | разные роли (4 эпизода)                     |
| 1952—1955   | с  | Голдберги                                     | The Goldbergs                          | разные роли (5 эпизодов)                    |
| 1954        | с  | Человек со значком                            | The Man Behind the Badge               | (1 эпизод)                                  |
| 1954        | с  | Сеть                                          | The Web                                | (1 эпизод)                                  |
| 1954        | с  | Шоу Рэда Скелтона                             | The Red Skelton Show                   | актёр в скетче (1 эпизод)                   |
| 1955        | с  | Телевизионный театр Goodyear                  | Goodyear Television Playhouse          | Уилли (1 эпизод)                            |
| 1955        | с  | Вы – там                                      | You Are There                          | лейтенант Шварц (1 эпизод)                  |
| 1955        | с  | Свидание с приключением                       | Appointment with Adventure             | (1 эпизод)                                  |
| 1955        | с  | Звезда сегодня вечером                        | Star Tonight                           | (1 эпизод)                                  |
| 1955        | с  | Незнакомец                                    | The Stranger                           | (1 эпизод)                                  |
| 1955—1956   | с  | Театр «Армстронга»                            | Armstrong Circle Theatre               | разные роли (2 эпизода)                     |
| 1956        | ф  | Тем тяжелее падение                           | The Harder They Fall                   | Арт Ливитт                                  |
| 1956        | ф  | Кто-то там наверху любит меня                 | Somebody Up There Likes Me             | Ник Барбелла                                |
| 1956        | ф  | Не тот человек                                | The Wrong Man                          | детектив, лейтенант Бауэрс                  |
| 1956        | ф  | Из вечности                                   | Back from Eternity                     | дилер (в титрах не указан)                  |
| 1957        | ф  | Клевета                                       | Slander                                | Сет Джексон                                 |
| 1957        | ф  | Человек боится                                | Man Afraid                             | лейтенант Мартин                            |
| 1957        | ф  | Текстильные джунгли                           | The Garment Jungle                     | Тони                                        |
| 1957        | ф  | Дом чисел                                     | House of Numbers                       | Генри Нова, тюремный надзиратель            |
| 1957        | ф  | Невидимый мальчик                             | The Invisible Boy                      | генерал Свейн                               |
| 1957        | с  | Телефонное время                              | Telephone Time                         | Мартелли (1 эпизод)                         |
| 1957        | с  | Театр 90                                      | Playhouse 90                           | (1 эпизод)                                  |
| 1957        | с  | Караван повозок                               | Wagon Train                            | мэр Такер (1 эпизод)                        |
| 1957        | с  | Шоу Фрэнка Синатры                            | The Frank Sinatra Show                 | лейтенант Гэрроу (1 эпизод)                 |
| 1957        | с  | Телеграфная служба                            | Wire Service                           | Полсон (1 эпизод)                           |
| 1957        | с  | Кавалькада Америки                            | Cavalcade of America                   | Крейг (1 эпизод)                            |
| 1957—1958   | с  | Подозрение                                    | Suspicion                              | разные роли (2 эпизода)                     |
| 1957 — 1959 | с  | Досье Уолтера Уинчелла                        | The Walter Winchell File               | разные роли (2 эпизода)                     |
| 1957—1961   | с  | Альфред Хичкок представляет                   | Alfred Hitchcock Presents              | разные роли (3 эпизода)                     |
| 1957—1961   | с  | Есть оружие – будут путешествия               | Have Gun - Will Travel                 | разные роли (3 эпизода)                     |
| 1957—1965   | с  | Дымок из ствола                               | Gunsmoke                               | разные роли (7 эпизодов)                    |
| 1958        | с  | Шугарфут                                      | Sugarfoot                              | Голт Кимберли (1 эпизод)                    |
| 1958        | с  | Беспокойное оружие                            | The Restless Gun                       | Бен Рид (1 эпизод)                          |
| 1958        | с  | Театр Goodyear                                | Goodyear Theatre                       | лейтенант-командор Стемсон (1 эпизод)       |
| 1958        | с  | Суд последней надежды                         | The Court of Last Resort               | капитан Каннингем (1 эпизод)                |
| 1958        | с  | Симаррон                                      | Cimarron City                          | Фред Баркер (1 эпизод)                      |
| 1958        | с  | Театр Зейна Грея                              | Zane Grey Theater                      | Тапхилл, присяжный (1 эпизод)               |
| 1958        | с  | Официальный детектив                          | Official Detective                     | Джон Кеннеди (1 эпизод)                     |
| 1958        | с  | Театр «Дженерал Электрик»                     | General Electric Theater               | Диксон (1 эпизод)                           |
| 1958— 1959  | с  | Выслеживание                                  | Trackdown                              | разные роли (3 эпизода)                     |
| 1958— 1959  | с  | Театр «Алкоа»                                 | Alcoa Theatre                          | разные роли (2 эпизода)                     |
| 1958—1962   | с  | Шайенн                                        | Cheyenne                               | разные роли (2 эпизода)                     |
| 1958 —1962  | с  | Истории Уэллс-Фарго                           | Tales of Wells Fargo                   | разные роли (3 эпизода)                     |
| 1958 —1963  | с  | Стрелок                                       | The Rifleman                           | разные роли (3 эпизода)                     |
| 1958 —1963  | с  | Сансет-Стрип, 77                              | 77 Sunset Strip                        | разные роли (2 эпизода)                     |
| 1959        | ф  | Эти тысячи холмов                             | These Thousand Hills                   | Рэм Батлер                                  |
| 1959        | с  | Маршал США                                    | U.S. Marshal                           | Карл Бишоп (1 эпизод)                       |
| 1959        | с  | Зорро                                         | Zorro                                  | Сильвио (1 эпизод)                          |
| 1959        | с  | Диснейленд                                    | Disneyland                             | Чизхолм (1 эпизод) Хирам Грант (1 эпизод)}} |
| 1959        | с  | Бэт Мастерсон                                 | Bat Masterson                          | Джесс Хобарт (1 эпизод)                     |
| 1959        | с  | Обнажённый город                              | Naked City                             | Саймон Бикер (1 эпизод)                     |
| 1959— 1960  | с  | Большое жюри                                  | Grand Jury                             | Джон Кеннеди (40 эпизодов)                  |
| 1960        | ф  | Спартак                                       | Spartacus                              | Давид                                       |
| 1960        | с  | Жизнь и житие Уайатта Эрпа                    | The Life and Legend of Wyatt Earp      | Хирам Грант (1 эпизод)                      |
| 1960        | с  | Ларами                                        | Laramie                                | Сэм Бронсон (1 эпизод)                      |
| 1960        | с  | Высокий человек                               | The Tall Man                           | Сэм Майерс (1 эпизод)                       |
| 1960        | с  | Гонконг                                       | Hong Kong                              | судья Амос Молсом (1 эпизод)                |
| 1960        | с  | Сухопутный маршрут                            | Overland Trail                         | Джон Майклс, он же Кэш Бердетт (2 эпизода)  |
| 1960        | с  | Разыскивается живым или мёртвым               | Wanted: Dead or Alive                  | Гарри Симмонс (1 эпизод)                    |
| 1960        | с  | Дилижанс на запад                             | Stagecoach West                        | Таннер (1 эпизод)                           |
| 1960        | с  | Островитяне                                   | The Islanders                          | Ларр (1 эпизод)                             |
| 1960        | с  | Аляскинцы                                     | The Alaskans                           | Эд Банди (1 эпизод)                         |
| 1960—1963   | с  | Сыромятная плеть                              | Rawhide                                | разные роли (2 эпизода)                     |
| 1960 —1963  | с  | Неприкасаемые                                 | The Untouchables                       | разные роли (6 эпизодов)                    |
| 1961        | с  | Новое поколение                               | The New Breed                          | Джордж Соренс (1 эпизод)                    |
| 1961        | с  | Питер Ганн                                    | Peter Gunn                             | Джозеф Иабокки (1 эпизод)                   |
| 1961        | с  | Сумеречная зона                               | The Twilight Zone                      | Грант Шекли (1 эпизод)                      |
| 1961        | с  | Майкл Шейн                                    | Michael Shayne                         | Росс Колби (1 эпизод)                       |
| 1961        | с  | Сёрфсайд 6                                    | Surfside 6                             | Гарри Уайлд (1 эпизод)                      |
| 1961        | с  | Шоссе 66                                      | Route 66                               | разные роли (2 эпизода)                     |
| 1961        | с  | Шоу Барбары Стэнвик                           | The Barbara Stanwyck Show              | Джейк Лайтелл (1 эпизод)                    |
| 1961 —1962  | с  | Сотня Кейна                                   | Cain's Hundred                         | разные роли (2 эпизода)                     |
| 1961— 1962  | с  | Цель: Коррупционеры                           | Target: The Corruptors                 | разные роли (3 эпизода)                     |
| 1962        | ф  | Доклад Чепмена                                | The Chapman Report                     | Фрэнк Гарнелл                               |
| 1962        | с  | 87-й полицейский участок                      | 87th Precinct                          | Гэнтри (1 эпизод)                           |
| 1962        | с  | Детективы                                     | The Detectives                         | Фред Форест (2 эпизода)                     |
| 1962        | с  | Ревушие 20-е                                  | The Roaring 20's                       | Дези Андреадес (1 эпизод)                   |
| 1962—1963   | с  | Защитники                                     | The Defenders                          | разные роли (2 эпизода)                     |
| 1962 —1964  | с  | Час Альфреда Хичкока                          | The Alfred Hitchcock Hour              | разные роли (2 эпизода)                     |
| 1963        | ф  | Поединок                                      | Showdown                               | Лавалль                                     |
| 1963        | ф  | Человек с рентгеновскими глазами              | X: The Man with the X-Ray              | доктор Сэм Брант                            |
| 1963        | с  | Переломный момент                             | Breaking Point                         | Джозеф Бэбкок (1 эпизод)                    |
| 1963        | с  | Величайшее шоу на Земле                       | The Greatest Show on Earth             | Гринвуд (1 эпизод)                          |
| 1963        | с  | Арест и судебное разбирательство              | Arrest and Trial                       | офицер Гас Ортега (1 эпизод)                |
| 1963        | с  | Империя                                       | Empire                                 | Джеральд Вормсер (1 эпизод)                 |
| 1963        | с  | Идти своим путём                              | Going My Way                           | детектив Дейв Голден (1 эпизод)             |
| 1963        | с  | Бен Кейси                                     | Ben Casey                              | Реб Шолем Айзекс (1 эпизод)                 |
| 1963 —1964  | с  | Доктор Килдэр                                 | Dr. Kildare                            | разные роли (2 эпизода)                     |
| 1963 —1965  | с  | Боб Хоуп представляет Театр «Крайслер»        | Bob Hope Presents the Chrysler Theatre | разные роли (4 эпизода)                     |
| 1964        | с  | Дэниэл Бун                                    | Daniel Boone                           | Гринбрайар (1 эпизод)                       |
| 1964        | с  | Бонанза                                       | Bonanza                                | Чед Корд (1 эпизод)                         |
| 1964        | с  | Путешествия Джейми Макфитерза                 | The Travels of Jaimie McPheeters       | полковник Долан (1 эпизод)                  |
| 1964        | с  | Театр саспенса «Крафт»                        | Kraft Suspense Theatre                 | полковник Натаниел Кауфман (1 эпизод)       |
| 1964—1965   | с  | Медсестры                                     | The Nurses                             | Элиху Камински (2 эпизода)                  |
| 1965        | ф  | Величайшая из когда-либо рассказанных историй | The Greatest Story Ever Told           | генерал Вар                                 |
| 1965        | ф  | Счастлив с девушкой                           | Girl Happy                             | Большой Фрэнк                               |
| 1965        | с  | Путешествие на дно океана                     | Voyage to the Bottom of the Sea        | адмирал Джиггс Старк (1 эпизод)             |
| 1965        | с  | Мистер Новак                                  | Mr. Novak                              | Джо Гарвин (1 эпизод)                       |
| 1965        | с  | Остров Гиллигана                              | Gilligan's Island                      | Александр Грегор Дубов (1 эпизод)           |
| 1965        | с  | Беги ради жизни                               | Run for Your Life                      | Энджи Зино (1 эпизод)                       |
| 1965        | с  | Испытания О'Брайена                           | The Trials of O'Brien                  | Макс Фабрикант (1 эпизод)                   |
| 1965—1970   | с  | Виргинец                                      | The Virginian                          | разные роли (5 эпизодов)                    |
| 1966        | ф  | Не забудь стереть кровь                       | Don't Forget to Wipe the Blood Off     |                                             |
| 1966        | с  | Человек по имени Шинандоа                     | A Man Called Shenandoah                | Джейсон Прюитт (1 эпизод)                   |
| 1966        | с  | Морской путь                                  | Seaway                                 | Энцо Морелл (2 эпизода)                     |
| 1966        | с  | Предпросмотр сегодня вечером                  | Preview Tonight                        | сержант Уилки Крантц (1 эпизод)             |
| 1966        | с  | Интуиция                                      | Insight                                | лейтенант Полански (1 эпизод)               |
| 1966        | с  | Легенда о Джесси Джеймсе                      | The Legend of Jesse James              | сержант Фой (1 эпизод)                      |
| 1966        | с  | Большая долина                                | The Big Valley                         | Сэм (1 эпизод)                              |
| 1966        | с  | Напряги извилины                              | Get Smart                              | капитан Громан (1 эпизод)                   |
| 1967        | ф  | Резня в день Святого Валентина                | The St. Valentine's Day Massacre       | Фрэнк Нитти                                 |
| 1967        | ф  | Большой рот                                   | The Big Mouth                          | Тор                                         |
| 1967        | тф | Готовность и желание                          | Ready and Willing                      |                                             |
| 1967        | с  | Мистер Потрясающий                            | Mr. Terrific                           | Шенко (1 эпизод)                            |
| 1967        | с  | Агенты А.Н.К.Л.                               | The Man from U.N.C.L.E.                | Ставрос Макропалос (1 эпизод)               |
| 1967        | с  | Я шпион                                       | I Spy                                  | Заркас (3 эпизода)                          |
| 1967        | с  | Отряд по борьбе с преступностью               | The Felony Squad                       | Джо Стэнгл (2 эпизода)                      |
| 1967        | с  | Стальной жеребец                              | Iron Horse                             | Джош Уайет (1 эпизод)                       |
| 1968— 1974  | с  | Айронсайд                                     | Ironside                               | разные роли (3 эпизода)                     |
| 1968        | с  | Менникс                                       | Mannix                                 | судья Грин (1 эпизод)                       |
| 1968        | с  | Отдел 5-O                                     | Hawaii Five-O                          | Д. Джей Джорджейд (1 эпизод)                |
| 1968—1971   | с  | Герои Хогана                                  | Hogan's Heroes                         | разные роли (3 эпизода)                     |
| 1969        | ф  | Банда Ольсена в упряжке                       | Olsen-banden på spanden                | Серафимо Моцарелла                          |
| 1969        | с  | Требуется вор                                 | It Takes a Thief                       | Мэнни Грейсон (1 эпизод)                    |
| 1969        | с  | ФБР                                           | The F.B.I.                             | Игнатиус Кобер (1 эпизод)                   |
| 1969 —1970  | с  | Добро пожаловать в мой мир                    | My World and Welcome to It             | Гамильтон Грили (18 эпизодов)               |
| 1969 —1970  | с  | Наименование игры                             | The Name of the Game                   | разные роли (2 эпизода)                     |
| 1969—1973   | с  | Медицинский центр                             | Medical Center                         | разные роли (2 эпизода)                     |
| 1970        | ф  | В какой стороне линия фронта?                 | Which Way to the Front?                | генерал Бак                                 |
| 1970        | тф | Побег                                         | Breakout                               | Фил Каприо                                  |
| 1971        | ф  | Семь минут                                    | The Seven Minutes                      | судья Апшоу                                 |
| 1971        | с  | Миссия невыполнима                            | Mission: Impossible                    | Джон Лоутон (1 эпизод)                      |
| 1971        | с  | Смелые: Новые доктора                         | The Bold Ones: The New Doctors         | Гарри Миллер (1 эпизод)                     |
| 1971        | с  | Интерны                                       | The Interns                            | дядя Виктор (1 эпизод)                      |
| 1972        | ф  | Автостопом по шоссе 101                       | Pickup on 101                          | второй фермер                               |
| 1972        | с  | Арни                                          | Arnie                                  | дядя Никко (1 эпизод)                       |
| 1972        | с  | Лонгстрит                                     | Longstreet                             | Эмори Таггерт (1 эпизод)                    |
| 1972        | с  | Округ Кейда                                   | Cade's County                          | Том Брэддок (1 эпизод)                      |
| 1972— 1973  | с  | Бриджет любит Берни                           | Bridget Loves Bernie                   | Сэм Стейнберг (24 эпизода)                  |
| 1973        | с  | Грифф                                         | Griff                                  | Уэбстер (1 эпизод)                          |
| 1973—1974   | с  | Хек Рэмси                                     | Hec Ramsey                             | разные роли (2 эпизода)                     |
| 1974        | ф  | Фотограф                                      | The Photographer                       | лейтенант Лютер Джейкоби                    |
| 1974        | с  | Досье детектива Рокфорда                      | The Rockford Files                     | Соррелл (1 эпизод)                          |
| 1974        | с  | Новобранцы                                    | The Rookies                            | Эл Стелман (1 эпизод)                       |
| 1974        | с  | Тома                                          | Toma                                   | Петроан (1 эпизод)                          |
| 1975        | ф  | Бешеные Маккаллохи                            | The Wild McCullochs                    | Джордж                                      |
| 1975        | ф  | Митчелл                                       | Mitchell                               | Тони Галлано                                |
| 1975        | тф | Легенда о Валентино                           | The Legend of Valentino                | Сэм Болдвин                                 |
| 1975        | тф | Оборотень из Вудстока                         | The Werewolf of Woodstock              | лейтенант Мартино                           |
| 1975        | с  | До и сыновья                                  | Joe and Sons                           | дядя Чарли (1 эпизод)                       |
| 1975        | с  | Обширный мир тайн                             | The Wide World of Mystery              | лейтенант Мартино (1 эпизод)                |
| 1975        | с  | Гарри О                                       | Harry O                                | капитан Гантер (1 эпизод)                   |
| 1975        | с  | Женщина-полицейский                           | Police Woman                           | Рольф (1 эпизод)                            |
| 1976        | с  | Дочь Макнотона                                | McNaughton's Daughter                  | Макс Джейсон (1 эпизод)                     |
| 1976        | с  | Коджак                                        | Kojak                                  | Франко Донателло (1 эпизод)                 |
| 1977        | с  | С возвращением, Коттер                        | Welcome Back, Kotter                   | Чарли Коттер (1 эпизод)                     |
| 1977 — 1981 | с  | Ангелы Чарли                                  | Charlie's Angels                       | разные роли (2 эпизода)                     |
| 1978        | с  | Шоу Тони Рэндолла                             | The Tony Randall Show                  | Карлсон-старший (1 эпизод)                  |
| 1978— 1980  | с  | Барни Миллер                                  | Barney Miller                          | разные роли (4 эпизода)                     |
| 1979        | с  | Париж                                         | Paris                                  | Джейк (1 эпизод)                            |
| 1979        | с  | Трое – это компания                           | Three's Company                        | Берни Бустаменте (1 эпизод)                 |
| 1979 —1980  | с  | Вегас                                         | Vega$                                  | разные роли (2 эпизода)                     |
| 1980        | ф  | Тяжкий труд                                   | Hardly Working                         | Фрэнк Лукази                                |
| 1981        | с  | Доктор Треппер Джон                           | Trapper John, M.D.                     | мистер Сантори (1 эпизод)                   |
| 1982        | с  | Лу Грант                                      | Lou Grant                              | Фред Грубер (1 эпизод)                      |
| 1984        | с  | Саймон и Саймон                               | Simon & Simon                          | Тай Беккер (1 эпизод)                       |
| 1986        | с  | Путь на небеса                                | Highway to Heaven                      | Харви Милсэп (1 эпизод)                     |